# Ferdinand Adams
Ferdinand Eloy Adams (ur. 3 maja 1903 roku w Brukseli, zm. w roku 1992) – były belgijski piłkarz grający na pozycji napastnika.

## Kariera zawodnicza
Ferdinand Adams niemal od dziecka wierny był jednemu klubowi – Anderlechtowi, w barwach którego zadebiutował w roku 1918 jako piętnastolatek. W roku 1923 popularne „Fiołki” spadły do drugiej ligi, lecz dzięki dobrej grze głównie Adamsa i bramkarza Jeana Caudrona, po roku wróciły do ekstraklasy. Wkrótce Ferdinand wraz z kilkoma kolegami z Anderlechtu zaczął otrzymywać powołania do reprezentacji, w której miał jednak godnych rywali do miejsca w składzie – Bernarda Voorhoofa i Rika Larnoe. Ogółem w kadrze narodowej Adams rozegrał 23 mecze i strzelił 9 bramek. Był uczestnikiem pierwszych w historii Mistrzostw Świata.
Nietypowa jest geneza pseudonimu Adamsa, „Cassis”. W rodzinie nazywany był „Ciske”, ze względu na uderzające podobieństwo do kuzyna noszącego właśnie takie nazwisko. Belgijskie media wkrótce ochrzciły go „Cassisem”, łącząc domowy przydomek ze słowem Cas oznaczającym „celność”. To wyraźne odniesienie do najmocniejszej strony Adamsa – skuteczności.
Tymczasem w Brukseli w roku 1930 odbył się turniej piłkarski. Triumfatorem został Anderlecht, który wyprzedził tak uznane wówczas firmy jak Daring Club Bruksela czy Royale Union Saint-Gilloise. Ogółem jednak na przełomie lat 20. i 30. „Fiołki” grały w kratkę, to spadając do drugiej ligi, to znów awansując do pierwszej. W roku 1926 objęli nawet na jakiś czas prowadzenie w ekstraklasie Belgii, lecz z powodu urazu kolana Ferdinand Adams musiał długo pauzować, co pogorszyło wyniki klubu i ostatecznie umieściło go na 12. pozycji w tabeli.
Wkrótce Adams otrzymał dwie oferty transferowe – jedną z nieokreślonego klubu z Francji, a drugą z belgijskiego Racing Club Tirlemont. W tamtych czasach transfery były jednak rzadkością, więc i Ferdinand postanowił zostać w Anderlechcie, w którym wkrótce spotkał się z Constantem Vanden Stockiem, później prezydentem klubu, a obecnie nawet patronem stadionu klubowego. W 1933 roku Adams doznał jednak poważnej kontuzji i nigdy już nie powrócił na boisko.

## Kariera trenerska
Po zakończeniu kariery 30-letni Adams zajął się pracą trenerską. Przeniósł się do Leuven, gdzie przez kilka lat szkolił zawodników miejscowego Stade Leuven. Wkrótce powrócił do Brukseli. Tam zajmował się szkoleniem młodzieży Anderlechtu, a później również pierwszej drużyny Daring Club, gdzie pracował między innymi z bramkarzem Raymondem Goethalsem, później uznanym szkoleniowcem. Wreszcie szkolił zawodników klubu Royal Uccle Sport. W roku 1992 zmarł.